# Inondations de 2022 en Arabie Saoudite
 (août 2023).
 Les inondations de 2022 en Arabie Saoudite sont des inondations meurtrières intervenues à la fin de l'année 2022.

## Description
En novembre 2022, l'Arabie saoudite est frappée par des inondations côtières dues à de fortes pluies. La principale zone touchée est la ville de Djeddah, dans laquelle deux personnes sont tuées. En conséquence, les vols sont retardés et les écoles sont fermées. La route principale menant à La Mecque est également fermée.
Le 23 décembre 2022, des pluies torrentielles provoquent des crues soudaines à La Mecque.  